# Grof od Carricka
Grof od Carricka' (engl. Earl of Carrick), nekad glava komitalne lordovine u jugozapadnoj Škotskoj. Naslov se pojavio 1186. kada je Donnchad, sin Gillea Brigtea, lorda Gallowayja postao mormaer ili grof od Carricka u nadoknadi za isključenje iz čitave lordovine Gallowayja. Naslov je ponovo stvoren nekoliko puta u perstvu Škotske.

## Vladari Mac Fearghuis
- Gille-Brighde (umro 1185.), vladao bez komitalnog naslova
- Donnchadh, grof od Carricka (umro 1250.)
- Niall, grof od Carricka (umro 1256.)
- Marjorie, grofica od Carricka (umro 1292.)

## Grofovi Bruce
- Robert Bruce (1292. – 1314.)
- Edward Bruce (1314. – 1318.)
- vraćeno u krunu
- David Bruce (1328. – 1330.) [postao kralj David II. Škotski 1329.]
- Alexander de Brus, grof od Carricka (1330. – 1333.)
- vraćeno u krunu

## Grofovi Stewart
- John Stewart, grof od Carricka (o. 1368. – 1390.) [postao kralj Robert III. Škotski 1390.]
- David Stewart, vojvoda od Rothesayja (1390. – 1402.)
- vraćeno u krunu
- James Stewart, vojvoda od Rothesayja (1404. – 1437.) [postao kralj Jakov I. Škotski 1406.]

vidi Vojvoda od Rothesayja za daljnje grofove od Carricka.

## Grofovi od Carricka, u Orkneyju (od 1628.)
- John Stewart, 1. grof od Carricka (umro 1652.)

## Više informacija
- Grof od Orkneyja
- Ayrshire (Earl of Carrick's Own) Yeomanry
- vojvodina Cornwall